# Корисні копалини Філіппін
Корисні копалини Філіппін

## Загальна інформація
Філіппіни мають значні запаси найважливіших видів мінеральної сировини: руд кольорових, благородних і легуючих металів. До числа виявлених корисних копалин належать вугілля, вапняк, сировина для цементної промисловості. З рудних мінералів зустрічаються золото, мідь, нікель, залізо, свинець, марганець, срібло, цинк і кобальт. Більшість рудних родов. комплексні

## Основні корисні копалини Філіппін станом на 1998-99 рр.
| Корисні копалини           | Запаси       | Запаси   | Вміст корисного компоненту в рудах, % | Частка у світі, % |
| Корисні копалини           | Підтверджені | Загальні | Вміст корисного компоненту в рудах, % | Частка у світі, % |
| Боксити, млн т             | 408          | 515      |                                       | 1,5               |
| Барит, тис. т              | 120          | 150      | 90 (BaSO4)                            |                   |
| Залізні руди, млн т        | 590          | 990      | 50 (Fe)                               | 0,3               |
| Золото, т                  | 1100         | 1770     | 0,6 – 3,4 г/т                         | 2,2               |
| Кобальт, тис. т            | 150          | 400      | 0,11 (Со)                             | 2,7               |
| Марганцеві руди, млн т     | 2            | 6        | 33 (Mn)                               | 0,1               |
| Мідь, тис. т               | 11140        | 13970    | 0,44 (Cu)                             | 1,7               |
| Молібден, тис. т           | 31           | 100      | 0,01 (Мо)                             | 0,3               |
| Нафта, млн т               | 42,3         |          |                                       |                   |
| Нікель, тис. т             | 1090         | 7840     | 2,4 (Ni)                              | 2,2               |
| Прир. горючий газ, млрд м³ | 99           |          |                                       | 0,1               |
| Свинець, тис. т            | 50           | 100      | 1,8 (Pb)                              |                   |
| Срібло, т                  | 4500         | 6000     | 30 г/т                                | 0,8               |
| Вугілля, млн т             | 485          | 485      |                                       |                   |
| Хромові руди, млн т        | 36,7         |          | 30 (Cr2O3)                            | 0,81              |
| Цинк, тис. т               | 180          | 280      | 2,2 (Zn)                              | 0,1               |

## Окремі види корисних копалин
Нафта і газ. Перше родовище нафти було виявлене біля узбережжя о. Палаван в 1961, а його промислова розробка почалася в 1979. Проте в 1993 лише 2 % нафти яка споживається в країні було видобуто на її території.
У 5 осадових басейнах виявлено понад 20 родов. і газу. Продуктивні нижньо- і середньоміоценові рифогенні вапняки на глиб. 1,1-2,3 км та олігоценові пісковики. Густина нафти 806–855 кг/м³.
Вугілля. Найбільші родовища вугілля розташовані на о-вах Семірара, Мінданао, Самар, Лейте, Себу; вони приурочені до осадових порід від еоцену (антрацити, кам. вугілля) до пізнього міоцену — раннього пліоцену (буре вугілля). Родов. невеликі, пласти макс. потужністю 1,8 м часто зім'яті в складки і сильно тріщинуваті.
Уран. Рудопрояви урану відомі на о-вах Бохоль, Самар, Катандуанес, Лейте, Масбате і Лусон.
Залізо. Осн. запаси залізняку пов'язані з залізистими латеритами (3,05 млрд т), які є на о-вах Лусон, Самар, Мінданао, Нонок і Дінагат. Потужність пластів латеритів досягає 6,4 м. Руди містять також нікель і хром. Відомі родов. залізистих пісків, що містять 10-50 % магнетиту і титаномагнетиту, запаси яких в кінці ХХ ст. оцінюються в 150 млн т. Родов. представлені алювіальними і прибережно-морськими розсипами, сконцентрованими вздовж о-вів (найбільш великі на о-вах Лусон, Лейте і Мінданао). Горизонти пісків з підвищеним вмістом Fe мають потужність 1-3 м, шир. 100–300 м і протяжність до дек. десятків км. Поширені невеликі скарнові родов. (найбільше Ларап; запаси 120 млн т).
Марганець. Дрібні родов. марганцевих руд відомі у багатьох районах Ф. Руди складаються в осн. з брауніту, криптомелану, вторинного піролюзиту і представлені лінзовими тілами серед вулканогенно-осадових формацій юри і міоцену. Макс. потужність лінз 5 м. Найбільше родов. — Сьєрра-Мадре.
Хром. На Ф. відомо понад 60 родов. хромових руд, осн. запаси яких зосереджені в пров. Самбалес на о. Лусон. Пласто-лінзові тіла хромітів, що залягають серед дунітів і саксонітів ранньої крейди, утворюють пояси протяжністю до 2,5 км. Вертикальний розмах зруденіння — 350 м. Вогнетривкі відміни хромітів високої якості часто розташовуються поряд з олівіновими габро, а металургійні відміни — з норитами. Найбільші родовища — Масинлок (вогнетриви) і Акоє, на якому крім хромшпінелідів в рудах присутні сульфіди нікелю, платини і самородна платина.
Алюміній. Алюмінієві руди представлені бокситами пізнього кайнозою. Найбільші родовища знаходяться на о-вах Самар і Лейте.
Золото. Гол. золоторудні родов. знаходяться на о-вах Лусон, Масбате, Мінданао. Найпоширеніші гідротермальні золото-срібно-телурові руди, пов'язані з поясом розвитку вулканітів міоцену. Родов. локалізовані у кальдерах. Жили і жильні зони макс. протяжністю 2 км залягають в андезитах і кварцових діоритах, прослідковані за падінням на 450–700 м. Гол. рудні мінерали: енаргіт, самородне золото, телуриди золота і срібла, сфалерит, ґаленіт, пірит та ін.
Срібло. Родов. срібних руд відомі в провінціях Батангас (свинцево-срібні) і Півн. Сурігао (барит-срібні).
Платиноїди. Прогнозні ресурси МГП Філіппін незначні і складають до 300 т (~ 0,6 % світових).
Мідь. Осн. запаси мідних руд зосереджені в мідно-порфірових родов. Вони розташовані між офіолітовими поясами і формують дві смуги меридіонального простягання. Руди мають високий вміст Au, Ag, Мо. Зруденіння пов'язане з порфіровими гідротермально зміненими субвулканітами діоритового і кварц-діоритового складу. Широко розвинені зони повторного збагачення. Найбільша міднорудна провінція країни на о. Негрос приурочена до антиклінальної зони 60х25 км. Район складений крейдовими сильно дислокованими лавовими потоками і пірокластами, насичений інтрузіями діоритів, кварц-діоритів і амфіболових порфірів. Однією з найбільших компаній з видобутку і первинної переробки мідної руди є Carmen Copper Corporation.
Нікель і кобальт. Підтверджені запаси нікелю країни, за підрахунками національної Геологічної служби США, на початок 1998 р. становили 1.1 млн т. Середній вміст нікелю в них 2.4 %. Осн. запаси нікелевих і кобальтових руд укладені в родов. кайнозой ських латеритних кір вивітрювання. Родов. силікатних нікелевих руд (15 родовищ), що містять пром. концентрації оксидів заліза і кобальту, розвинені в провінціях Сурігао, Самар, Давао, Палаван, Міндоро, Ромблон, Самбалес та ін. Нікелеві руди залягають г.ч. в ниж. частині латеритного розрізу, а залізо концентрується в його верх. горизонтах. Найзначніші залишкові родов. руд нікелю виявлені на о-вах Палаван, Нонок, Мінданао.
Поліметали. Запаси свинцевих і цинкових руд зосереджені в осн. в мідно- і золоторудних родов., а також в поліметалічних родов. провінцій Батангас і Півд. Замбоанга. Кварцові жили зі сфалеритом, халькозином, борнітом і піритом перетинають міоценові вулканогенно-осадові породи.
Ртуть. Єдине родов. руд ртуті (Санто-Лоудес на о. Палаван) генетично пов'язане з гарячими мінеральними джерелами, вік — четвертинний. Гол. рудні мінерали: кіновар, антимоніт і самородна ртуть.
Барит. Найбільше в країні родов. бариту Мінсалай (запаси 50 млн т) представлене жилами довж. до 30 м і потужністю 3-5 м.
Родов. піриту відомі в провінціях Антіке, Албай, Півн. Сурігао, Півд. Камарінес, Себу.
Родов. сірки — пов'язані з давнім вулканізмом, відомі в провінціях Сх. Негрос, Кагаян, Катабато, Давао, Лейте, Самбалес та ін. Найбільше родов. Магабо на о. Негрос (запаси 10 млн т руди із вмістом сірки 28,2 %) знаходиться в туфах потужністю до 160 м, на глиб. 150 м.
У країні відомо дек. сотень родов. гуано (загальні запаси 1014 тис. т) і фосфатизованих вапняків (понад 310 тис. т).
Азбест. Родов. азбесту Агілар розташоване в пров. Пангасінан (о. Лусон). Його запаси оцінені в 3,5 млн т при вмісті 10-20 % корисної компоненти. Запаси перліту родов. Суопі на о. Калаян становлять 30 млн т, Легаспі (о. Лусон) — 30 млн т, Баао (о. Лусон) — 4 млн т.
Головні родов. польових шпатів (сумарні запаси 50 млн т) знаходяться в пров. Північний Ілокос на о. Лусон. Основне родов. бентоніту — Пуерто-Белью розташоване в на о. Лейте.
Запаси доломіту тільки на о. Себу оцінені в 730 млн т; вапняків — 6,5 млрд т, найзначніше родов. мармуру — на о. Міндоро.
Крім того, на Ф. є родов. кварцового піску, гіпсу, кам. солі, йоду, пемзи, піску, гравію та ін.